# Гоми (Онский муниципалитет)
Гоми (груз. გომი) — село в Грузии, на территории Онского муниципалитета края (мхаре) Рача-Лечхуми и Нижняя Сванетия.

## География
Село находится в северной части Грузии, на правом берегу реки Гомрула (левый приток Риони), на расстоянии приблизительно 6 километров (по прямой) к северо-востоку от города Они, административного центра муниципалитета. Абсолютная высота — 1181 метр над уровнем моря.

## Население
По результатам официальной переписи населения 2014 года, в Гоми проживало 44 человека (24 мужчины и 20 женщин). В национальной структуре населения грузины составляли 100 %.
| Год  | Население, человек |
| ---- | ------------------ |
| 2002 | 87                 |
| 2014 | ↘ 44               |